# Rivière Poplar (Manitoba)
La rivière Poplar (Negginan en ojibwé) est une rivière au Manitoba et en Ontario au Canada. Elle coule à partir de sa source dans un lac sans nom dans le district de Kenora dans le Nord-Ouest de l'Ontario jusqu'à son embouchure sur la rive est du lac Winnipeg au Manitoba.